# Tetranychus bunda
Tetranychus bunda är en spindeldjursart som beskrevs av Flechtmann och Knihinicki 2002. Tetranychus bunda ingår i släktet Tetranychus och familjen Tetranychidae. Inga underarter finns listade i Catalogue of Life.